# PRR-Klasse T1

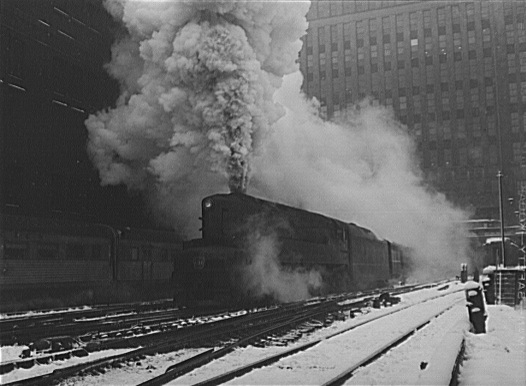
PRR-Klasse T1 1943

Die Klasse T1 der Pennsylvania Railroad waren stromlinienförmig verkleidete Dampflokomotiven für schwere Schnellzüge. Sie waren als Duplex-Lokomotiven mit der Achsfolge 2’BB2’ ausgeführt, mit vier angetriebenen Achsen und vier Zylindern. Die in den Jahren 1942 bis 1946 gefertigten Lokomotiven gehörten zu den größten, leistungsstärksten und schnellsten jemals gebauten Dampflokomotiven weltweit.

## Konstruktion

### Gesamtaufbau und Antrieb
Die Lokomotiven hatten eine Länge von über 37 Metern und eine Dienstmasse von über 227 Tonnen. Die Lokomotiven wurden mit achtachsigen Schlepptendern gekuppelt. Die Tender waren mit einer Wasserschöpfvorrichtung ausgerüstet. Sie fassten 73,8 m³ Wasser und 37,2 t Kohle. Das Design der stromlinienförmigen Verkleidung stammte von Raymond Loewy. Angetrieben wurde die Klasse T1 von zwei Zweizylindertriebwerken, die hintereinander in einem gemeinsamen Rahmen angeordnet waren. Die beiden Zylinder des vorderen Triebwerks trieben die erste und die zweite, die beiden Zylinder des hinteren Triebwerks die dritte und die vierte Kuppelachse an. Dadurch waren die Kolbenkräfte auf die Treibzapfen geringer als bei Dampflokomotiven mit der gleichen Anzahl gekuppelter Achsen, aber nur einem Triebwerk. Da ein vollständiger Ausgleich der hin- und hergehenden Massen eines Zweizylindertriebwerkes nicht möglich ist, bestand ein weiterer Vorteil in der Reduktion des „Hammer-Blow-Effektes“. Nachteile dieser Konstruktion waren die Schleuderneigung beim Anfahren, ein größerer fester Achsstand und durch die Vielteiligkeit ein größerer Unterhaltungsaufwand.

### Steuerung
Nach guten Erfahrungen mit einer umgebauten K4s wurden die Lokomotiven der Klasse T1 mit einer Franklin-Ventilsteuerung ausgerüstet. Diese Steuerung erwies sich in der Serie jedoch als weniger zuverlässig als die übliche Heusinger-Steuerung. Die Lokomotive mit der Nummer 5547 wurde daraufhin auf normale Kolbenschieber umgerüstet und als T1a bezeichnet. Eine weitere Lokomotive, die Nummer 5500, erhielt eine Franklin-Ventilsteuerung Typ B.

### Leistungsdaten
Ausgiebige Tests in den Werkstätten in Altoona im August 1944 ergaben eine Leistung am Radumfang von 6080 PS bei knapp 140 km/h, was bei dieser Geschwindigkeit der Leistung von drei Lokomotiven der Klasse K4s entsprach. In der Praxis konnten die Loks einen Zug mit 16 Wagen und einer Masse von 1020 t zwischen Fort Wayne und Chicago mit einer Durchschnittsgeschwindigkeit von 164 km/h befördern. Die T1 6111 besaß als einzige einen Booster, eine Hilfsdampfmaschine, mit der besonders schwere Züge leichter angefahren werden können.

## Entwicklungsgeschichte
Nachdem die PRR sich im Dampflokbau bis in die 1930er Jahre recht konservativ verhalten hatte, ging sie dazu über, viele ihrer Strecken zu elektrifizieren. Für dampfbespannte Schnellzüge wurden üblicherweise Lokomotiven der Klasse K4s aus den Jahren 1914 bis 1928 eingesetzt, die aufgrund der immer größeren Zuglasten oft auf kostenintensiven Vorspann angewiesen waren. Als Konsequenz und um mit den stärkeren Dampflokomotiven der konkurrierenden New York Central mitzuhalten, die bereits in den 1930er Jahren Lokomotiven mit der Achsfolge 2’C2’ und später 2’D2’ beschafft hatte, änderte die PRR ihre bis dahin konservative Beschaffungspolitik. In den bahneigenen Werkstätten in Altoona baute die PRR eine Duplex-Lokomotive mit der Achsfolge 3’BB3’ h4, die Klasse S1. Die  Konstruktion erwies sich prinzipiell als geeignet, jedoch war das Einzelstück überdimensioniert und bewährte sich im Alltagsbetrieb nicht.

## Betriebseinsatz
Da sich die Klasse S1 als zu überdimensioniert und als zu wenig alltagstauglich erwiesen hatte, lieferte Baldwin 1942 zwei Vorausmuster der Klasse T1, die Nummern 6110 und 6111. Nach dem Beweis der Alltagstauglichkeit und dem Kriegsende – während des Krieges durften nur Güterzuglokomotiven gebaut werden – wurden von November 1945 bis August 1946 weitere 50 Lokomotiven von Baldwin und den Juniata-Werkstätten der PRR mit einem leicht veränderten Design gebaut. Sie erhielten die Nummern 5500 bis 5549. Die 5524, geliefert am 14. Juni 1946, war dabei die letzte Dampflokomotive aus den bahneigenen Werkstätten in Altoona, die am 27. August 1946 von Baldwin gelieferte 5546 die letzte Dampflok, die die PRR überhaupt beschaffte.
Nachdem die PRR 1946 das erste Mal in ihrer Geschichte ein Defizit verzeichnete und die konkurrierende New York Central ihre Spitzenzüge verdieselte, entschloss man sich bei der PRR kurzerhand, gleichzuziehen. Da die hochwertigsten Züge, für die die Klasse T1 gedacht war, auch aus Werbegründen zuerst verdieselt wurden, wurden diese Maschinen eigentlich nicht mehr benötigt. Einige Lokomotiven wurden, teils fast fabrikneu, an zwei Bahngesellschaften zu Testfahrten ausgeliehen. Dies führte jedoch zu keinem Verkauf, da diese Bahnen andere Anforderungen an die Lokomotiven hatten. Daher wurden die T1-Lokomotiven noch einige Jahre auf dem Netz der PRR eingesetzt. Keine der Lokomotiven ist erhalten geblieben, doch es existiert ein dampfbetriebenes Modell nach Originalplänen im Maßstab 1:8.
Bis in die frühen 1950er Jahre waren die T1-Lokomotiven im Schnellzugdienst zwischen Harrisburg, Altoona, Pittsburgh, Chicago und St. Louis eingesetzt. Sie hatten in der Ebene keine Probleme, mit schweren Schnellzügen die planmäßige Geschwindigkeit von 120 mph (193 km/h) zu erreichen. Nach Angaben von Mitarbeitern sollen Züge mit Lokomotiven der Klassen T1 und S1 Geschwindigkeiten von über 200 km/h erreicht haben. Da weder die T1 noch die S1 vor dem Messwagen ausgefahren wurden, liegen keine offiziell bestätigten Daten über die Höchstgeschwindigkeit vor. Die Maschinen waren zuverlässig, sofern sie sorgfältig gewartet wurden. Der unzugängliche Sitz der Ventilsteuerungen und die ansonsten sehr konservativ gehaltenen Lokomotivkonstruktionen der PRR führten jedoch zu einer Vernachlässigung der T1-Lokomotiven im Alltagsbetrieb mit entsprechenden Folgen für die Einsatzbereitschaft.

## Neubau einer T1
Die US-amerikanische Non-Profit-Organisation Pennsylvania Railroad T1 Steam Locomotive Trust hat sich zum Ziel gesetzt, eine T1 nach originalen Plänen, soweit diese noch vorhanden sind, neu zu bauen. Der T1 Trust schätzt die Kosten des Projekts auf 10 Millionen US-Dollar und geht von einer Fertigstellung im Jahr 2030 aus. Mit Stand Sommer 2022 sind das Führerhaus, das Frontteil der Verkleidung, fast der gesamte Kessel sowie die meisten Treibräder fertig gestellt. Der Rahmen soll den heutigen Möglichkeiten der Schweißtechnik entsprechend nicht wie im Original in einem Stück gegossen werden, sondern aus zwei Teilen zusammengesetzt werden. Von der Western New York Railway Historical Society wurde ein historischer Schlepptender erworben, der in früheren Zeiten hinter einer PRR-Klasse M1 eingesetzt wurde. Der guterhaltene Tender ist bis auf die stromlinienförmige Verkleidung mit den ehemaligen Tendern der Klasse T1 identisch und wird wieder aufgearbeitet. Die Lokomotive mit der Bezeichnung Pennsylvania Railroad 5550  soll auf Hauptstrecken für Sonderfahrten eingesetzt werden. Ein weiteres Ziel ist, den Geschwindigkeitsweltrekord für Dampflokomotiven zu brechen. Die schnellsten Dampflokomotiven sind bis heute die deutsche 05 002 und die britische Mallard der LNER-Klasse A4, die in den 1930er Jahren nachweislich Geschwindigkeiten knapp über 200 km/h erreicht hatten. Den offiziellen Rekord hält die Mallard, die am 3. Juli 1938 gemessene 201,2 km/h erreichte. Die Techniker des Trusts schätzen, dass die neue T1 Geschwindigkeiten bis zu 225 km/h (140 mph) erreichen wird.